# Ministri della ruralità della Francia
Questo articolo mostra l'elenco dei membri del governo francese responsabili dello sviluppo rurale e della ruralità.
Le date indicate sono le date di assunzione o di cessazione dalle funzioni, che generalmente sono il giorno antecedente la data del Journal officiel in cui è apparso il decreto di nomina.
Dal 4 luglio 2022, il Ministero della ruralità è guidato da Dominique Faure, prima come Segretario di Stato poi come Ministro delegato.

## Quinta Repubblica
| Ministro                          | Incarico | Ministro delegato o segretario di Stato | Incarico                                                                             | Governo                        | Inizio                         | Fine                           |
| Presidenza di Georges Pompidou    | Presidenza di Georges Pompidou                                                                                 | Presidenza di Georges Pompidou          | Presidenza di Georges Pompidou                                                       | Presidenza di Georges Pompidou | Presidenza di Georges Pompidou | Presidenza di Georges Pompidou |
| --------------------------------- | --- | --------------------------------------- | ------------------------------------------------------------------------------------ | ------------------------------ | ------------------------------ | ------------------------------ |
| Jacques Chirac                    | Ministro dell'agricoltura e dello sviluppo rurale                                                              | Bernard Pons                            | Segretario di Stato                                                                  | Messmer I                      | 6 luglio 1972                  | 2 aprile 1973                  |
| Jacques Chirac                    | Ministro dell'agricoltura e dello sviluppo rurale                                                              | Nessuno                                 | Nessuno                                                                              | Messmer II                     | 5 aprile 1973                  | 27 febbraio 1974               |
| Raymond Marcellin                 | Ministro dell'agricoltura e dello sviluppo rurale                                                              | Jean-François Deniau                    | Segretario di Stato                                                                  | Messmer III                    | 1º marzo 1974                  | 28 maggio 1974                 |
| Presidenza di François Mitterrand | |                                         |                                                                                      |                                |                                |                                |
| Jean-Pierre Soisson               | Ministro dell'agricoltura e dello sviluppo rurale                                                              | Nessuno                                 | Nessuno                                                                              | Bérégovoy                      | 2 ottobre 1992                 | 30 marzo 1993                  |
| Presidenza di Jacques Chirac      | |                                         |                                                                                      |                                |                                |                                |
| Bernard Pons                      | Ministro della pianificazione territoriale, delle attrezzature e dei trasporti                                 | Raymond-Max Aubert                      | Segretario di Stato per lo sviluppo rurale                                           | Juppé I                        | 18 maggio 1995                 | 6 novembre 1995                |
| Nessuno                           | Nessuno | Nessuno                                 | Nessuno                                                                              | Juppé II Jospin                | 6 novembre 1995                | 6 maggio 2002                  |
| Hervé Gaymard                     | Ministro dell'agricoltura, dell'alimentazione, della pesca e degli affari rurali                               | Nessuno                                 | Nessuno                                                                              | Raffarin I e II                | 7 maggio 2002                  | 30 marzo 2004                  |
| Hervé Gaymard                     | Ministro dell'agricoltura, dell'alimentazione, della pesca e degli affari rurali                               | Nicolas Forissier                       | Segretario di Stato per l'agricoltura, l'alimentazione, la pesca e gli affari rurali | Raffarin III                   | 31 marzo 2004                  | 28 novembre 2004               |
| Dominique Bussereau               | Ministro dell'agricoltura, dell'alimentazione, della pesca e degli affari rurali                               | Nicolas Forissier                       | Segretario di Stato per l'agricoltura, l'alimentazione, la pesca e gli affari rurali | Raffarin III                   | 29 novembre 2004               | 31 maggio 2005                 |
| Presidenza di Nicolas Sarkozy     | |                                         |                                                                                      |                                |                                |                                |
| Michel Mercier                    | Ministro dello spazio rurale e della pianificazione territoriale                                               | Nessuno                                 | Nessuno                                                                              | Fillon II                      | 23 giugno 2009                 | 13 novembre 2010               |
| Bruno Le Maire                    | Ministro dell'agricoltura, dell'alimentazione, della pesca, della ruralità e della pianificazione territoriale | Nessuno                                 | Nessuno                                                                              | Fillon III                     | 14 novembre 2010               | 10 maggio 2012                 |
| Presidenza di François Hollande   | |                                         |                                                                                      |                                |                                |                                |
| Sylvia Pinel                      | Ministro dell'edilizia abitativa, dell'uguaglianza territoriale e della ruralità                               | Nessuno                                 | Nessuno                                                                              | Valls II                       | 26 agosto 2014                 | 11 febbraio 2016               |
| Jean-Michel Baylet                | Ministro della pianificazione territoriale, degli affari rurali e delle collettività territoriali              | Nessuno                                 | Nessuno                                                                              | Valls II                       | 11 febbraio 2016               | 6 dicembre 2016                |
| Jean-Michel Baylet                | Ministro della pianificazione territoriale, degli affari rurali e delle collettività territoriali              | Nessuno                                 | Nessuno                                                                              | Cazeneuve                      | 6 dicembre 2016                | 15 maggio 2017                 |
| Presidenza di Emmanuel Macron     | |                                         |                                                                                      |                                |                                |                                |
| Nessuno                           | Nessuno | Nessuno                                 | Nessuno                                                                              | Philippe I e II                | 15 maggio 2017                 | 3 luglio 2020                  |
| Jacqueline Gourault               | Ministro della coesione territoriale e dei rapporti con le collettività territoriali                           | Joël Giraud                             | Segretario di Stato per la ruralità                                                  | Castex                         | 26 luglio 2020                 | 5 marzo 2022                   |
| Joël Giraud                       | Ministro della coesione territoriale e dei rapporti con le collettività territoriali                           | Nessuno                                 | Nessuno                                                                              | Castex                         | 5 marzo 2022                   | 16 maggio 2022                 |
| Nessuno                           | Nessuno | Nessuno                                 | Nessuno                                                                              | Borne                          | 16 maggio 2022                 | 4 luglio 2022                  |
| Christophe Béchu                  | Ministro della transizione ecologica e della coesione territoriale                                             | Dominique Faure                         | Segretario di Stato per la ruralità                                                  | Borne                          | 4 luglio 2022                  | 28 novembre 2022               |
| Christophe Béchu                  | Ministro della transizione ecologica e della coesione territoriale                                             | Dominique Faure                         | Ministro delegato responsabile degli collettività territoriali e degli affari rurali | Borne                          | 28 novembre 2022               | 11 gennaio 2024                |
| Christophe Béchu                  | Ministro della transizione ecologica e della coesione territoriale                                             | Dominique Faure                         | Ministro delegato responsabile degli collettività territoriali e degli affari rurali | Attal                          | 8 febbraio 2024                | in carica                      |